# Jhosser González
Jhosser Enrique González Álvarez (ur. 28 września 1990) – wenezuelski zapaśnik w stylu wolnym. Zajął 27 miejsce na mistrzostwach świata w 2013. Brązowy medal igrzysk Ameryki Południowej w 2014. Mistrz igrzysk boliwaryjskich w 2013 roku.